# Luís I de Hesse-Darmstadt
Luís I de Hesse-Darmstadt (em alemão: Ludwig I. von Hessen-Darmstadt, Prenzlau, 14 de junho de 1753 - Darmstadt, 6 de abril de 1830) foi, a partir de 6 de abril de 1790, Landgrave Reinante  de Hesse-Darmstadt, como Luís X. A partir de 14 de agosto de 1806, quando o seu Estado aderiu à Confederação do Reno, tornou-se  Luís I Grão-Duque de Hesse (instituído por Napoleão Bonaparte). A partir de 7 de julho de 1816, tornou-se Grão-Duque de Hesse e do Reno.

## Casamento e descendência
Em 1776, Luís ficou noivo de Sofia Doroteia de Württemberg, filha mais velha de Frederico II Eugénio, Duque de Württemberg. O noivado foi rompido para que Sofia pudesse casar com o cunhado de Luís (que recentemente enviuvara) o czarevich Paulo Petrovich, filho e herdeiro de Catarina II da Rússia. Luís recebeu uma compensação monetária pelo fim do noivado.
Em 19 de fevereiro de 1777, Luís casou com sua prima co-irmã, Luísa de Hesse-Darmstadt (1761–1829), filha do conde Jorge Guilherme de Hesse-Darmstadt. Deste casamento nasceram oito filhos:
- Luís II (Ludwig II.) (1777–1848), casado com a princesa Guilhermina de Baden, com descendência;[1]
- Luísa Carolina de Hesse-Darmstadt (Luise) (1779–1811), casada com Luís de Anhalt-Köthen, com descendência;
- Jorge (Georg) (1780–1856), casado morganáticamente com Caroline Török de Szendrö (1786–1862), “Senhora de Menden” 1804, “Condessa de Nidda” 1808, “Princesa de Nidda” 1821, de quem se divorciou em 1827, com descendência;
- Frederico (Friedrich) (1788–1867), sem descendência;
- gémeas, natimortas (1789);
- Emílio (Emil) (1790–1856), sem descendência;
- Gustavo (Gustav) (1791–1806), morreu aos quinze anos de idade, sem descendência.